# Филатов, Валерий Николаевич (генерал)
Вале́рий Никола́евич Фила́тов (род. 20 октября 1950, пгт. Кузино, Свердловская область, РСФСР) — российский военачальник и предприниматель, начальник Военно-топографического управления Генерального штаба ВС РФ — начальник Топографической службы ВС РФ (2002—2008 гг.), генерал-лейтенант, академик Академии военных наук, профессор.
В отставке — Заместитель генерального директора ОАО "Концерн «РТИ Системы» — руководитель Комплекса геоинформатики и радионавигации.

## Биография[2]
Родился 20 октября 1950 года в пгт. Кузино Свердловской области.
В 1972 году с отличием окончил Ленинградское высшее военно-топографическое командное Краснознаменное ордена Красной звезды училище по специальности «картография». (квалификация — инженер-аэрофотогеодезист). В 1979 году — Военно-инженерную ордена Ленина Краснознаменную академию имени В. В. Куйбышева по специальности «командно-штабная ВТС». В 1994 году, уже находясь в звании полковника, окончил высшие курсы по подготовке руководящих кадров в области обороны и обеспечения безопасности РФ при Военной ордена Ленина Краснознаменной ордена Суворова академии Генерального штаба ВС РФ.
В 1998 году ему присуждена ученая степень Доктора военных наук, а через год Валерий Филатов избран действительным членом (академиком) Академии военных наук.
В 2000 году присвоено ученое звание профессора по кафедре Топогеодезического обеспечения войск. В этом же году Валерий Филатов стал академиком Российской академии космонавтики им. К. Э. Циолковского.
В 1977—1990 годах — сотрудник 29-го научно-исследовательского института Министерства обороны Российской Федерации (НИИ МО 29). Прошел путь от младшего научного сотрудника до начальника лаборатории — заместителя начальника отдела.
С 1990 года — начальник группы отдела Военно-топографического управления Генерального штаба (ВТУ ГШ).
В 1992 году назначен заместителем начальника отдела Космической геодезии ВТУ ГШ.
С 1996 года — начальник Геодезического факультета Военно-инженерной академии им. В. В. Куйбышева.
С 1998 года — заместитель начальника ВТУ ГШ, а с 2002 года — начальник Военно-топографического управления генерального штаба ВС РФ — начальник Топографической службы ВС РФ.
В апреле 2008 года вышел в отставку в звании генерал-лейтенанта. С того же года приступил к работе в ОАО "Концерн «РТИ Системы» на должности Заместителя генерального конструктора по геоинформационным технологиям.
1 мая 2009 года назначен на должность Заместителя генерального директора — руководителя Комплекса геоинформатики и радионавигации.
Является Президентом общественной организации — некоммерческое партнерство «Объединение профессионалов топографической службы».

## Награды
Медали и знаки:
- Медаль «В память 850-летия Москвы»;
- Медаль «В память 300-летия Санкт-Петербурга»;
- Медаль «За воинскую доблесть. В ознаменование 100-летия со дня рождения Владимира Ильича Ленина»;
- Медаль «За отличие в воинской службе» 1 степени;
- Медаль «60 лет Вооружённых Сил СССР»;
- Медаль «70 лет Вооружённых Сил СССР»;
- Медаль «За укрепление боевого содружества»;
- Медаль «200 лет Министерству обороны»;
- Медаль «За воинскую доблесть» (МВД);
- Медаль «200 лет МВД России»;
- Юбилейная медаль «150 лет железнодорожным войскам России»;
- Медаль «За безупречную службу» I, II и III степени;
- Знак «За службу на Кавказе» от ФПС России;
- Почётный знак Российской академии космонавтики имени К. Э. Циолковского «За заслуги в области космонавтики» III степени;
- Медаль «Маршал Баграмян» (ВС Армении).

Премии:
- Премия Правительства Российской Федерации в области науки и техники «За разработку и создание новой техники» (2006 г.);
- Премия имени Ф. Н. Красовского (2003 г.);
- Премия имени С. П. Королёва «За выдающийся научный вклад в укрепление Отечества» (2006 г.).

Почётные звания:
- Звание «Почётный геодезист» (2000 г.).